# 地熱

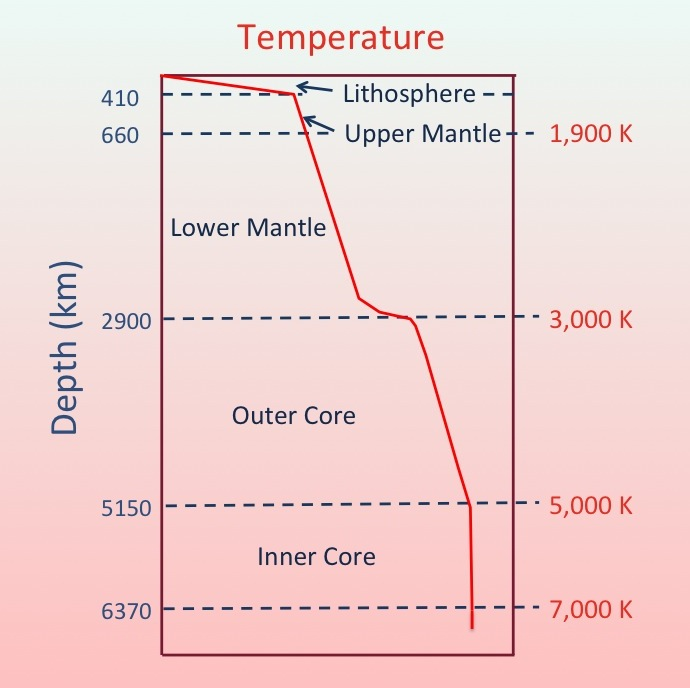
地球内部の深さに応じた温度。

地熱（ちねつ、じねつ）は、地球内部の熱源に由来する熱エネルギーである。エネルギーの移動形態としての性質を強調するときには、地熱エネルギー（英: geothermal energy）という語も用いられる。太陽光や風力、水力、バイオマスとともに、温室効果ガスを排出しない再生可能エネルギーとして今後の利活用増大が期待されている。

## 地熱の発生源
地熱の発生源は地球の中心部。地球内部は外から順に、固体岩石の地殻、マントル、鉄やニッケルを主成分とする溶融金属でできた外核、鉄やニッケルを主成分とする固体金属の内核に分かれている。
- 地球内部で発生する熱の大半は、天然放射性元素が崩壊する時の熱に由来する。地熱の45から85パーセントは地殻に含まれる元素の放射性崩壊から発生している。
- 落下した隕石がもともとの地球の構成中に取り込まれるときの衝撃および圧縮の熱。
- 過剰な重金属（鉄、ニッケル、銅）が核（中心核）に沈降していくときに放出される摩擦熱。
- 地磁気が作る電磁気的効果によって生み出されるジュール熱。

発生している総地熱量は約35テラワットと推定され、地球が太陽から放射で受け取るエネルギーの約1⁄2,500とされている。

## 地表への熱の伝達
地熱は常に地球内部の発生源から地表に向かって流れている。
この熱はマントルを通って地表に達するが、熱の伝達には『マントルの対流』が大きく寄与している。すなわち、マントルの最深部で核の外側と接する部分が、核の熱で暖められて3000℃まで温度が上昇し熱膨張により比重が低下する。軽くなったマントルは上昇を始め、地表近くに達し、そこで地殻に熱を与え冷えて（それでも1500℃以上ある）重くなり沈んでゆく。上記でマントルを一応固体岩石と説明したが、数万年単位で見れば、明らかに流体として振舞っている。温度の高いマントルの上昇してくる場所は一定であり、地表では海嶺となっている部分に相当する。またマントルの沈み込む場所は海溝やトラフに相当する。このマントルの流れの上に乗った地殻と地殻に接して冷えて固まったマントルの最上部（両方を合わせて『プレート』と呼ぶ）が、その下にあるマントルの流れに乗って動いたりぶつかったりすることを説明したのがプレートテクトニクスである。すなわちプレートが動く原動力も地熱である。

### ホットスポット
地表の地熱は、マグマが地表に近いところでは非常に濃密になっている。
このような箇所は主に火山性の地域とホットスポット、山脈でみられる。

## 地熱の利用
マントルの上昇部分は地熱が豊富にあるが、ほとんどが深海底の海嶺となっており利用は困難。マントル上昇部分が地上にあるアイスランドは世界で唯一の例外であり、全土が地熱地帯と言っても良く、暖房や温室などに利用されている。その他の地域ではマントルの熱を直接利用することはほとんど不可能。そのためアイスランド以外の場所で最も利用される方法が火山の地下にあるマグマの持つ熱を利用する方法である。マグマは固体岩石の地殻の中にある溶融岩石（液体）なので、地殻深部やマントルの熱を素早く地表まで持ってくることができる。
地熱の回収には、噴出する熱水や水蒸気をそのまま利用する方法と、熱水から沸点の低い流体に熱交換して利用する方法、地下に水を流し込んで熱により水蒸気に変化したものを回収する方法などがある。日本は火山が多いため、火山のない国と比べると地熱資源に恵まれている。地熱は二酸化炭素を出さず一年を通して安定した供給が得られるため、次世代のクリーンエネルギーとして注目され、現在効率的な利用について研究が進められている。
また、地上の温度と地下の温度の温度差を利用する方法（地中熱）もあり、この場合は地下の温度が特に高くなくてもよいのでどこでも利用できる。

### 主な用途
- 温泉は昔から使われている地熱利用法で、人が温まる（浴用）以外にも、高温の温泉では卵（温泉卵）や野菜をゆでたり、蒸気熱を利用した地獄釜で蒸したりしている。また、温泉の熱を発電用途に使う、地熱バイナリー発電（温泉発電）も実用化されており、さらなる研究開発が進められている[2]。
- 大分県別府市の明礬温泉では、地熱を利用した湯の花（明礬）の生産が江戸時代から続いており、その生産技術は国の重要無形民俗文化財に指定されている。
- 地熱発電：日本では大分県の別府で1925年に実験発電に成功したのが最初。
- 暖房：鉄輪温泉などの古くからの湯治場では部屋暖房に温泉蒸気が利用されている。
- 園芸：鉄輪温泉の花き研究所では野菜・花きの温泉熱利用による栽培、育種の研究が行われている。
- 冷房
- 養魚
- 融雪
- 食品・木材加工